# Tanaopsis cadieni
Tanaopsis cadieni är en kräftdjursart som beskrevs av Jürgen Sieg och Masahiro Dojiri 1991. Tanaopsis cadieni ingår i släktet Tanaopsis, överfamiljen Paratanaoidea, ordningen tanaider, klassen storkräftor, fylumet leddjur och riket djur. Inga underarter finns listade i Catalogue of Life.